# James C.
Alexandre G. R. Santos (Santarém, 26 de novembro), mais conhecido pelo seu nome artístico James C., é um cantor, compositor e guitarrista português. Embora já toque há anos, começou a sua carreira apenas em 2019, ano em que se estreou com o seu primeiro álbum "Pretty Straightforward". O estilo musical e repertório de James C. podem ser considerados Rock alternativo, passando pelo Post-punk revival e Indie rock. Os motivos líricos do artista são em muito influenciados pelas artes e cultura modernas, especialmente cinema e literatura.

## Vida Pessoal
Alexandre G. R. Santos nasceu em Santarém, a 26 de novembro. Estudou na Faculdade de Economia da Universidade de Coimbra durante um breve período de tempo, mas decidiu direcionar a sua vocação para as letras, frequentando a Faculdade de Letras da Universidade de Coimbra. Como colaborador de diversos outlets da imprensa musical portuguesa, teve a possibilidade de entrevistar e conviver com vários artistas e bandas nacionais.

## Carreira
A 27 de abril de 2019, James C. lança o seu primeiro longa duração "Pretty Straightfoward", um álbum cujas bases líricas advêm de vivências pessoais complementadas com um sentido estético narrativo. Neste disco está presente a colaboração do seu amigo e músico André Oliveira, que tratou da gravação e produção do mesmo. "Pretty Straightforward" foi editado em formato CD pela gravadora independente KCK Records, da qual Alexandre Santos é co-fundador.
No verão de 2019, colaborou com o artista londrino Donny Dagger para a co-composição de um single intitulado "Down Below".
A 3 de abril de 2020, lançou o primeiro single do seu segundo álbum “sodden”, um disco que o mesmo diz demonstrar, a certa medida, uma maturação musical. 

## Discografia

### Álbuns de estúdio
- Pretty Straightforward (2019)
- sodden (2020)

### Singles
- Pretty Straightforward (2019)
- Grand Villa Pilots Club (2019)
- Down Below (2019)
- I'll Try Anything Once (Live at The Little Room) (2020)
- sodden (2020)